# Debra Soh
Debra Soh (6 september 1990) is een Canadese neurowetenschapster, seksuologe en columniste. Soh verwierf met name bekendheid als genderkritische denker. Haar boek The End of Gender werd in korte tijd bestseller.
Soh specialiseerde zich als neurowetenschapster in gender, sekse en seksuele geaardheid. Ze doctoreerde aan de York University in Toronto en werkte er elf jaar als academisch onderzoekster. Soh verliet de academische wereld omdat ze er - naar eigen zeggen - over onder meer geslachtsverandering bij jonge kinderen niet vrij kon spreken.
Soh werd columniste en schreef voor The Globe and Mail , Harper's Magazine, The Wall Street Journal, Scientific American, Playboy, Quillette en de Los Angeles Times. Ze verscheen in de shows van Glenn Beck, Bill Maher en Joe Rogan.
In 2020 verscheen haar eerste boek The End of Gender, ISBN 9781982132514.